# Bunești, Brașov
Bunești, vechea denumire românească Bundorf, (în dialectul săsesc Bondorf, Bondref, Bodndref, în germană Bodendorf, Budendorf, în maghiară Szászbuda) este satul de reședință al comunei cu același nume din județul Brașov, Transilvania, România.

## Date geologice
În subsolul localității se găsește un masiv de sare.

## Personalități
- Georg Soterius (1673-1728), teolog luteran, primul dascăl al țarinei Ecaterina I a Rusiei
- Eugen A. Pora (1909-1981), zoolog, ecofiziolog și oceanograf, membru titular al Academiei Române.

## Evenimente locale
Cununa florilor  Arhivat în 29 iunie 2008, la Wayback Machine.
Este un obicei de vară ce are loc în ziua de Sf. Petru și Pavel.
O sărbătoare a florilor, a vegetației abundente ce aduce speranță în rodnicia pământului. În satul Bunești, acestui obicei, pe lângă semnificația de celebrare a zeului arhaic al vegetațieie i s-a atribuit și o altă trăsătură. Este vorba despre caracterul patriotic și revoluționar al cântecelor intonate cu această ocazie, „cununa” fiind dedicată eroilor căzuți în luptele pentru eliberarea Ardealului.

## Turism
- Biserica fortificată

## Galerie de imagini

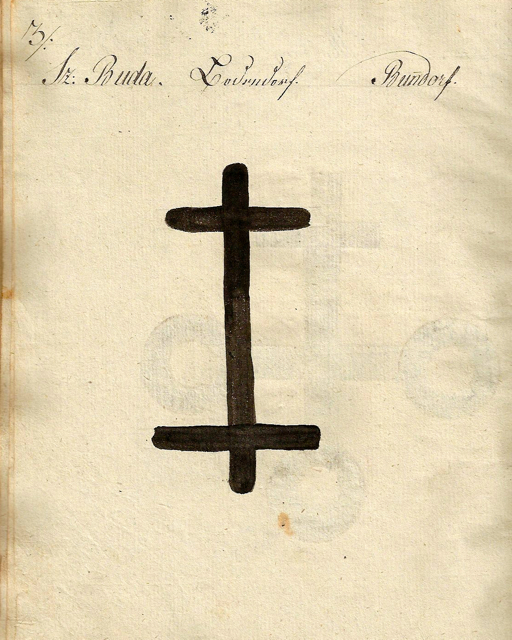
1826 - Danga pentru vitele din Bunești
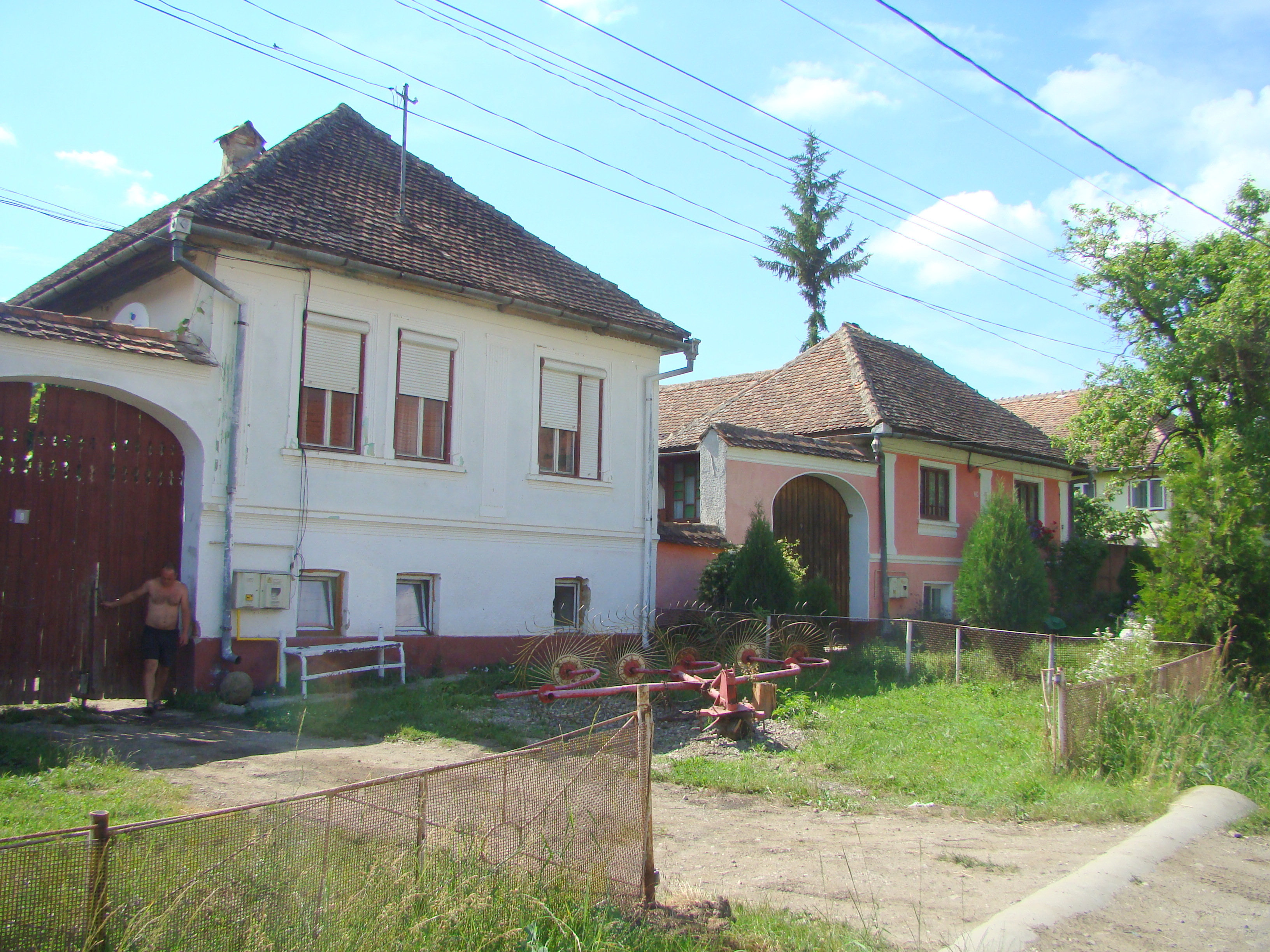
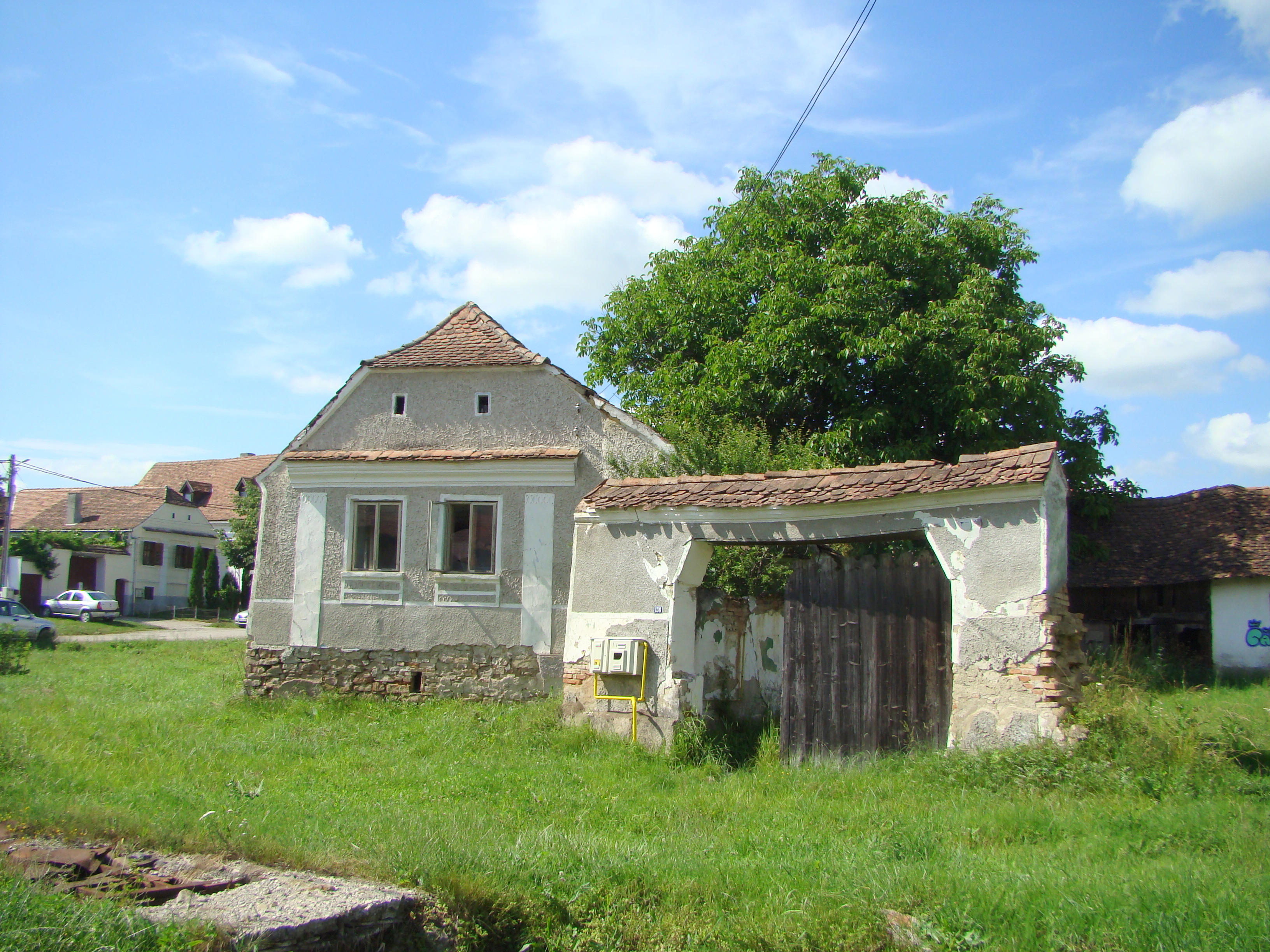
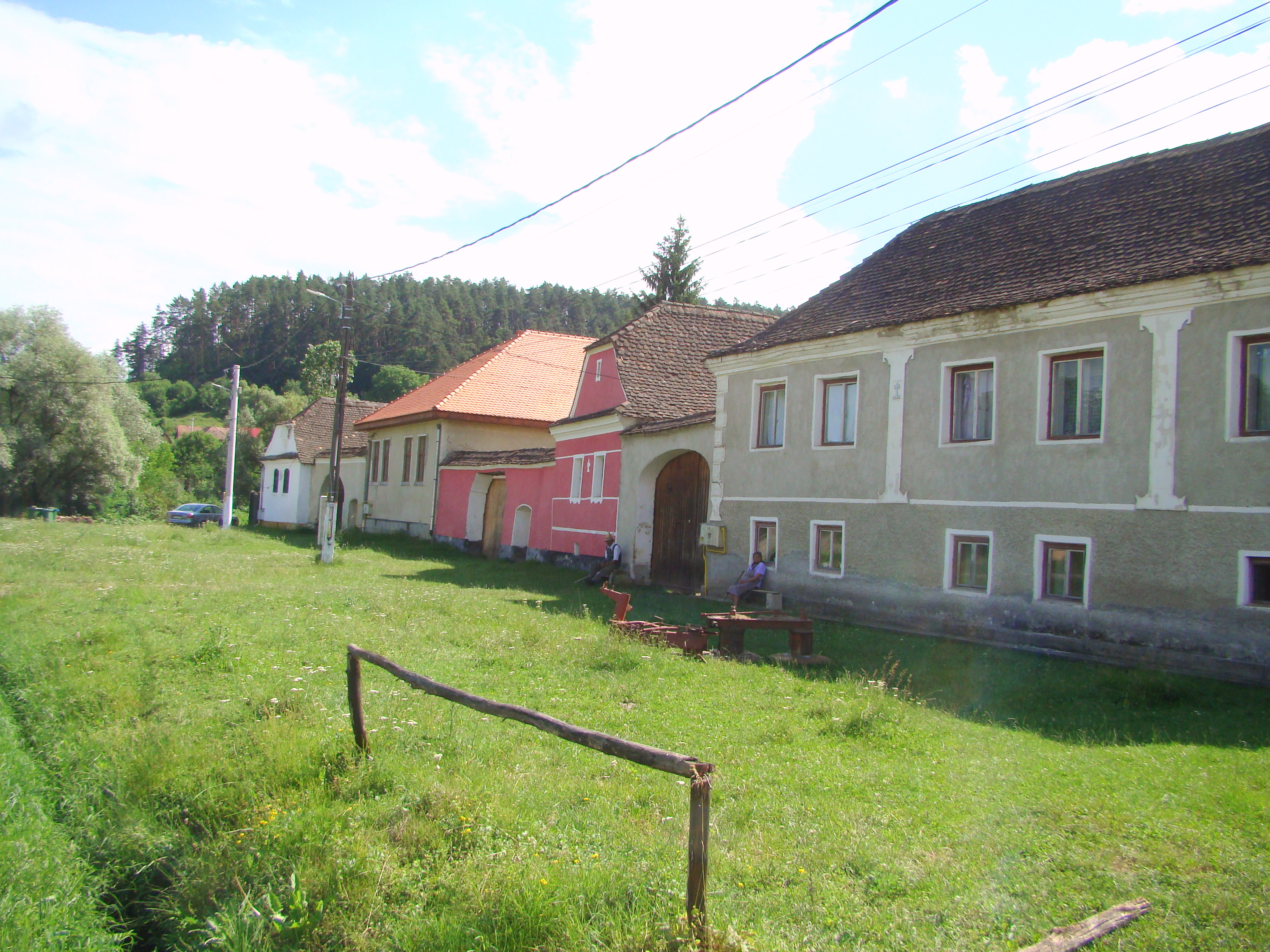
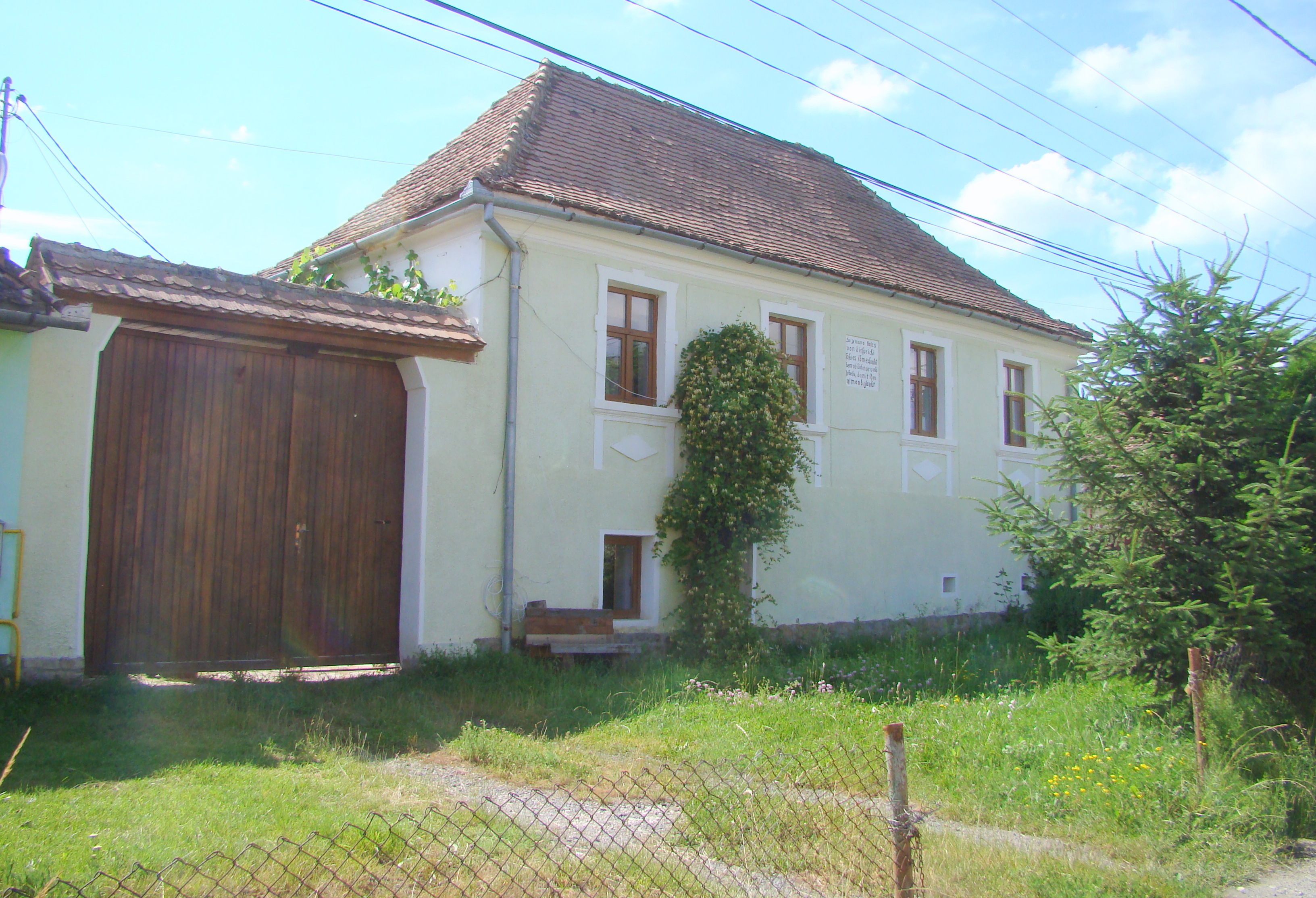
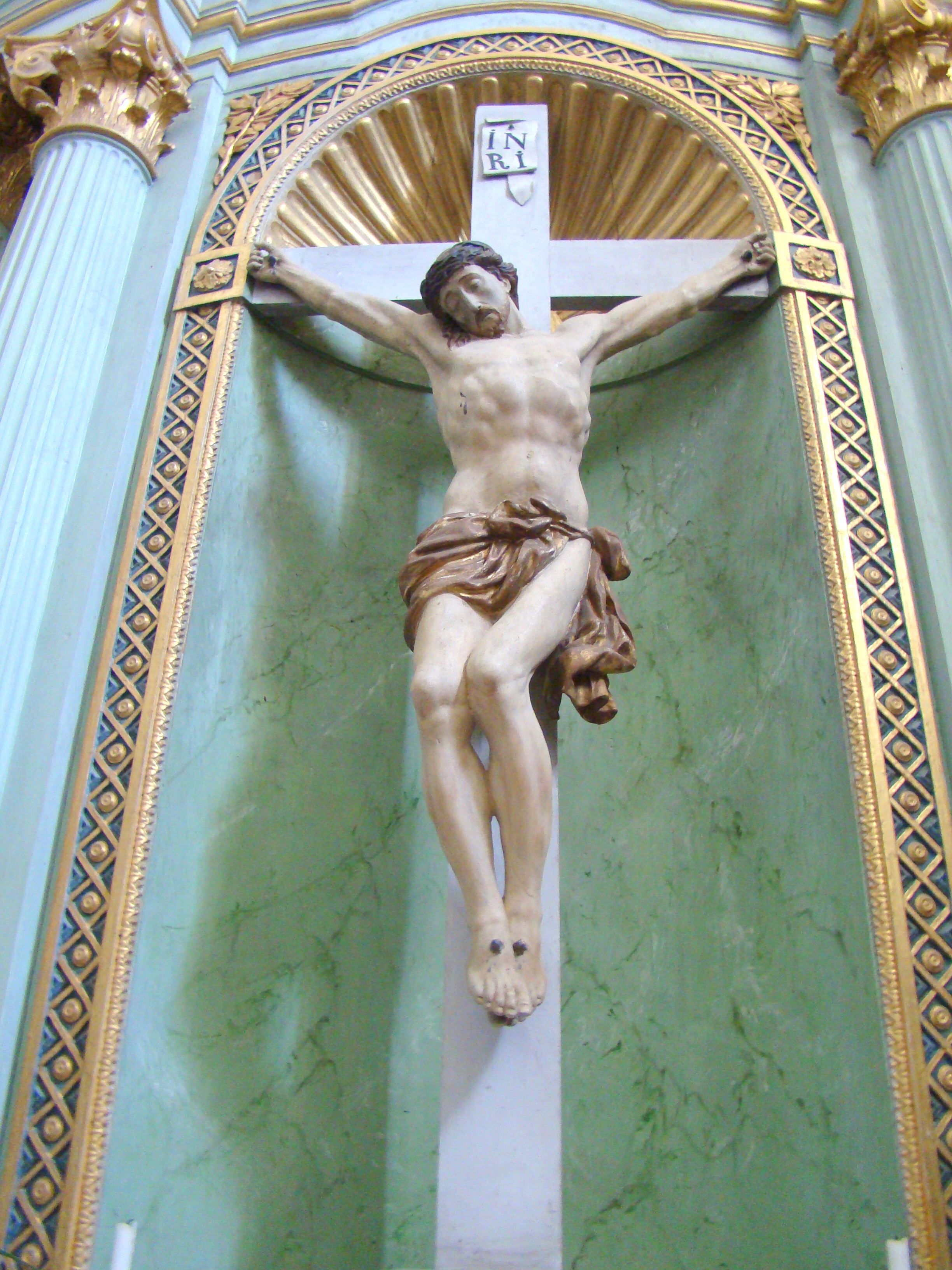
Altarul bisericii evanghelice
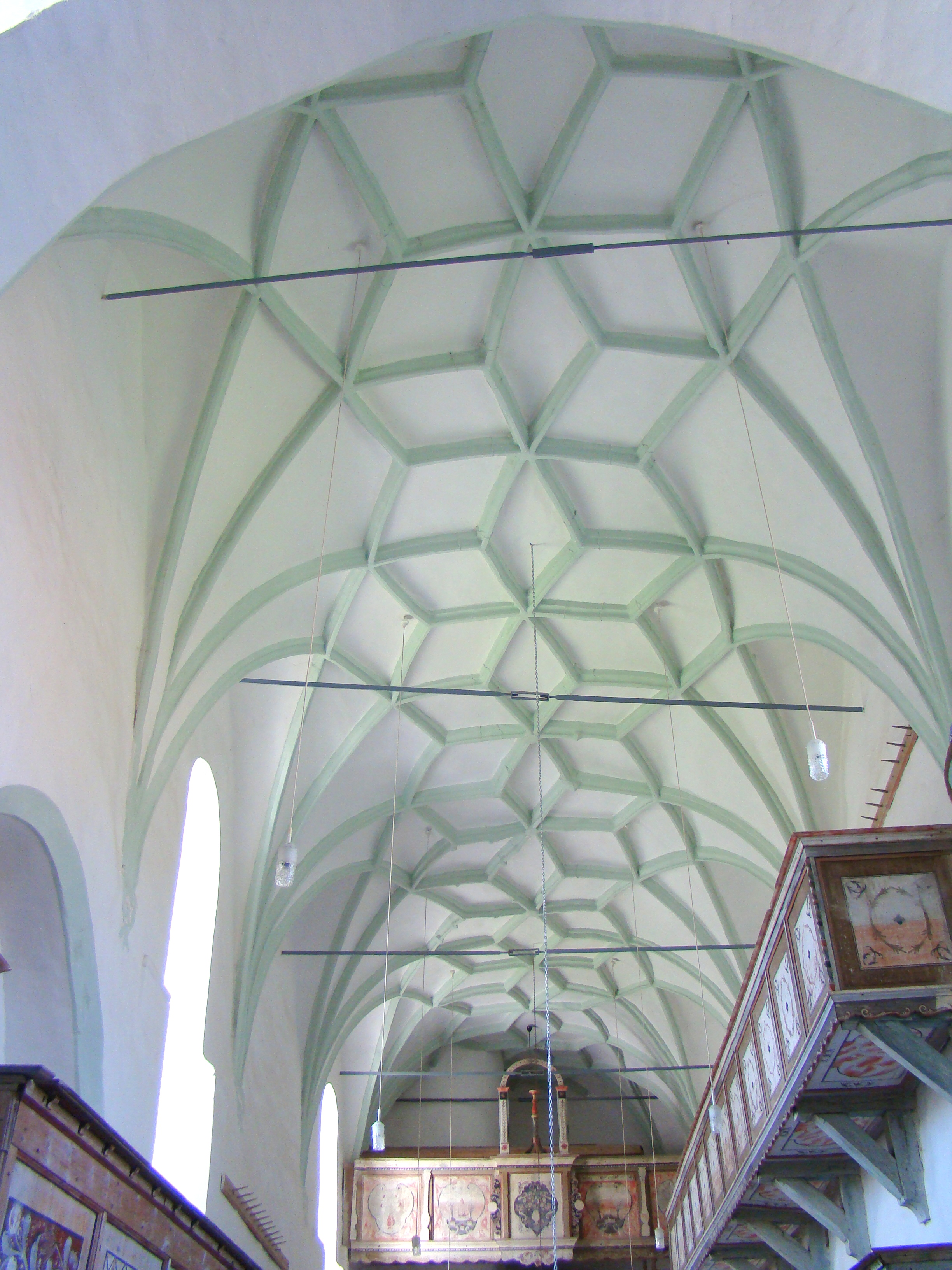
Bolta
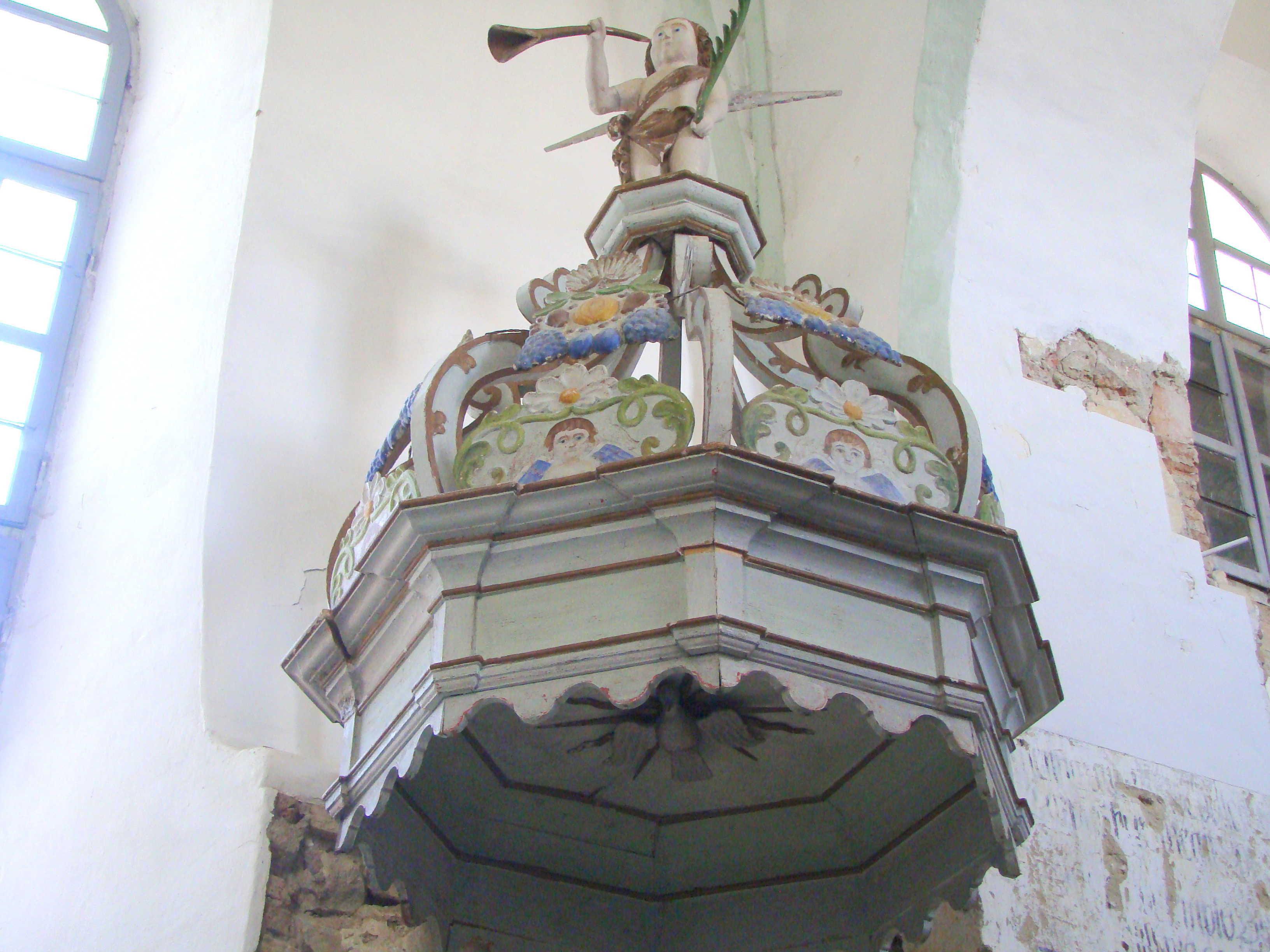
Coronamentul amvonului
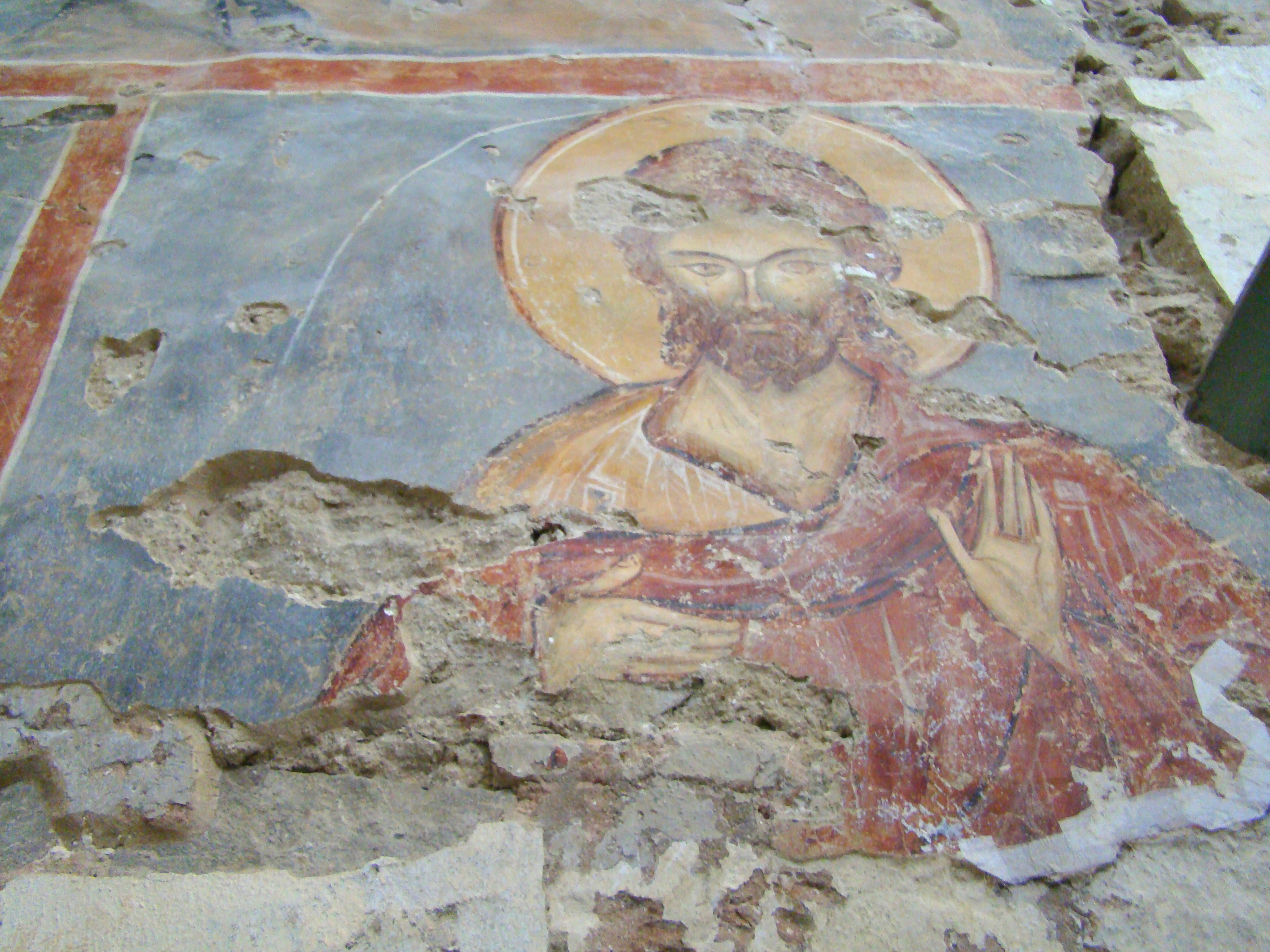
Frescă decapată de sub tencuială
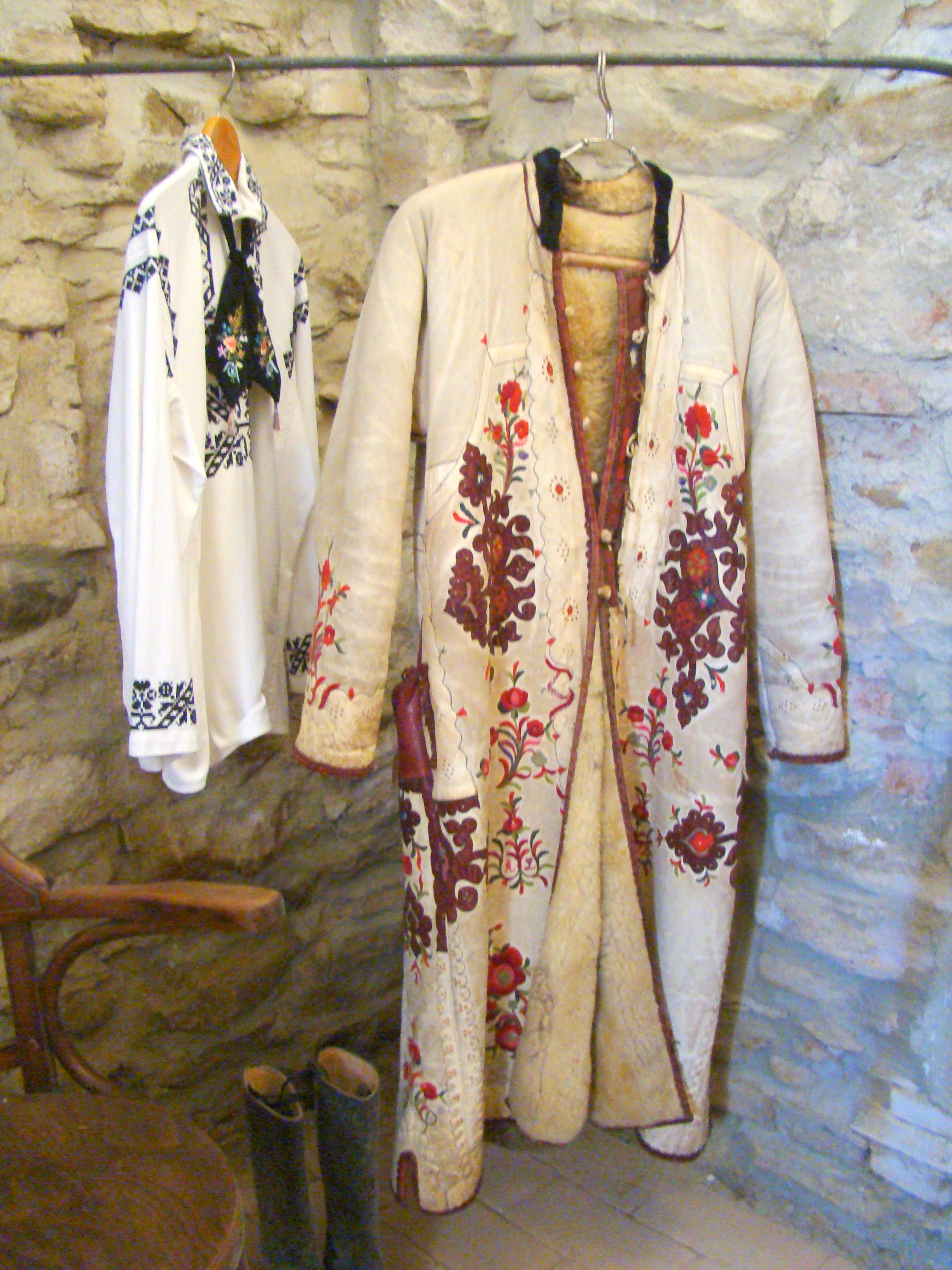
Exponate din micul muzeu amenajat într-o anexă